# جهانگرد جوان
جهانگرد جوان (به تامیلی: Ulagam Sutrum Valiban) فیلمی محصول سال ۱۹۷۳ و به کارگردانی ماروتور راماچاندران است. در این فیلم بازیگرانی همچون ماروتور راماچاندران، مانجولا ویجایاکومار، لاتا، چاندراکالا، میتا رانگارت، ام.ان. نامبیار، مانوهار، اس.ای. آشوکان و ناگش ایفای نقش کرده‌اند.